# RE 40–42
Die Lokomotiven RE 40–42 gehörten zu einer Reihe von Tenderlokomotiven der Achsfolge 1’D1’, die von Orenstein & Koppel (O&K bzw. MBA) für die Ruppiner Eisenbahn (RE) gebaut wurden. Zwischen 1939 und 1943 wurden drei Lokomotiven in Dienst gestellt.
Die Lokomotiven wurden aus der DR-Baureihe 86 für die Bedürfnisse der Privatbahn abgeleitet. Die RE 40–42 gelangten nach dem Zweiten Weltkrieg zur Deutschen Reichsbahn und wurden als 93 6478 sowie 93 6480 und 6481 bezeichnet. Sie waren bis 1971 im Einsatz und wurden dann ausgemustert sowie verschrottet.

## Geschichte und Einsatz
Die Lokomotiven der Ruppiner Eisenbahn wurden nach dem Neubeschaffungsprogramm ab dem Ersten Weltkrieg von Orenstein & Koppel beschafft. Dafür wählte die Bahnverwaltung Typen aus, die sich anderswo gut bewährt hatten und ließ sie für die eigenen Bedürfnisse entsprechend umbauen.
Ende der 1930er Jahre genügten die Güterzuglokomotiven RE 23–26 für den angestiegenen Verkehr nicht mehr aus. Deshalb wurde eine stärkere Lokomotive bestellt, die sich an die vorhandenen Lokomotiven 23–26 anlehnte und die DR-Baureihe 86 zum Vorbild hatte. Die erste Lok wurde 1939 ausgeliefert und erhielt die Bezeichnung 40. Die 1943 gelieferten zwei Lokomotiven wurden als 41 und 42 bezeichnet.
Die Lokomotiven sahen äußerlich der Baureihe 86 ähnlich, das Fahrwerk war jedoch von den Lokomotiven 23–26 übernommen worden. Der Blechrahmen mit dem integrierten Wasserkasten erschwerte die Wartung des Trieb- und Laufwerkes.

## DR 93.64
Nach dem Zweiten Weltkrieg wurden sie von der Deutschen Reichsbahn übernommen und als 93 6478 sowie 93 6480 bis 6481 bezeichnet. Ab 1950 wurden sie von Neuruppin aus eingesetzt. Hier blieben die Loks bis zu ihrer Ablösung durch Diesellokomotiven.
93 6480 war ab 1965 in Templin beheimatet und war die erste ihrer Gattung, die 1968 ausgemustert wurde. Die anderen beiden Maschinen erhielten die EDV-Bezeichnung 93 6478-7 und 93 6481-1 und wurden bis 1971 ausgemustert. 93 6481 wurde im August 1971 in Cottbus verschrottet.

## Technische Merkmale
Die Lokomotiven hatten einen vor dem Schornstein quer liegenden Oberflächenvorwärmer. Der Blechrahmen lief von der vorderen bis hinteren Pufferbohle durch und hatte lediglich zwischen letztem Kuppelradsatz und hinterem Laufradsatz einige Ausschnitte zu Masseneinsparung. Zwischen den Rahmenplatten war ein Wasserkasten als zusätzliche Versteifung eingebaut. Das Laufwerk entsprach dem der RE 23–26 und unterschied sich lediglich durch die zusätzliche hintere Laufachse. Die Laufachsen waren als Bisselgestell ausgeführt. Treibradsatz war der dritte Kuppelradsatz.
Als Kolbenschieber wurden Karl-Schultz-Schieber verwendet. Der einschienige Kreuzkopf wurde von der Baureihe 86 übernommen. Die stählerne Feuerbüchse und andere wesentliche Kesselbauteile waren nach Standard der Deutschen Reichsbahn ausgeführt. Die Sandkasten war noch nach preußischem Vorbild rechteckig ausgeführt. Die Lokomotive besaß je Triebwerksseite vier Sandfallrohre. Mit ihnen konnten jeweils je Fahrtrichtung die ersten beiden Achsen gesandet werden.